# オオアカウキクサ
オオアカウキクサ（Azolla japonica）は、アカウキクサ科に分類される水生シダ植物。浮遊性の水草で、水田や湖沼などに生育する。

## 分布
日本の本州（宮城県以南）、四国、九州などに分布。生育地の消失や農薬の使用などによって、各地で個体数が減少している。

## 分類
アカウキクサ科の各種は形態的に類似しており、大胞子と小胞子をつけることが少ないため、分類が困難となっている。アカウキクサ科唯一の属であるアカウキクサ属は、さらにアカウキクサ節（Sect. Rhizosperma）とオオアカウキクサ節（Sect. Azolla）に細分され、オオアカウキクサは後者に分類される。アカウキクサ節に分類されるアカウキクサとも形態的に類似するが、アカウキクサの全形が三角形に近くなることや、小胞子嚢の集まり（マスラ）にあるグロキディウムという突起の先端が尖る、根毛が脱落しない、などの特徴によって区別できる。
オオアカウキクサ節内の分類にも諸説あり、特に日本ではオオアカウキクサを独立した種 A. japonica として扱うが、ニシノオオアカウキクサ（A. filiculoides）の変種やシノニムとして扱う考えもある。
また日本のオオアカウキクサは数タイプに分けられることが知られており、形態の違いや酵素多型、ランダム増幅多型DNA法などによる解析によって「但馬型」「大和型」などの複数のタイプがあることが判明した。このうち大和型については、北米などにも分布しているニシノオオアカウキクサ（A. filiculoides）と同種であるとされた。
但馬型と大和型は、植物体全体の形状（大和型がやや小型）や、マスラにあるグロキディウムの形状（大和型にはグロキディウムの隔壁がほとんどない）によって形態的にも区別される。また酵素多型などによる分析でも区別できる。

## 形態、生態
1個体当たりの全長は1-4cm。茎は短く、羽状に分枝して、長さ約2mmほどの葉を密生する。葉は赤緑色から青緑色で、互生する。根は茎から垂れ下がって水中に伸び、根毛は早期に脱落する。根の長さは約1-1.5cm。大胞子と小胞子を持つ異形胞子性で、4-7月に大小二つの胞子嚢果を形成する。またちぎれた植物体からも新しい葉を次々と形成し、条件さえ整えば急速に個体群を拡大させる。日本では気温が20℃程度となる6月頃から急激に繁殖するが、気温が25℃を超える7月には繁殖力がやや劣るとされる。
生育適温は20-30℃、生育に最適なpHは4.5-7.5とされる。酸性条件や弱アルカリ性条件では生育が悪くなるとされるほか、高密度、高温条件でも生育が悪くなる。

## アカウキクサ・イベント
アカウキクサ・イベントとは、今からおよそ4900万年前に、アカウキクサ類の一種が北極海周辺で爆発的に発生したことで、気温が大きく低下したとする仮説である。この仮説は、北極海などの海底堆積物の分析によって推定されており、始新世の初期には3500ppm ほどであった二酸化炭素の濃度が、アカウキクサ・イベントにより 650 ppmまで減少したとされる。

## 利害
オオアカウキクサは、窒素固定細菌であるシアノバクテリアの1種、Anabaena azollae（アナベナ）と共生しており、1haのオオアカウキクサによって、空気中から1日あたり約3kgの窒素固定を行っている。この特徴から、稲作を行う際にオオアカウキクサを繁殖させ、それを漉き込んで緑肥として利用することもある。例えば中国南部や東南アジアでは、伝統的に緑肥や飼料として用いられていた。また水面を覆うため、他の雑草が繁茂することを抑制する効果もあるとされる。
ただし一方で、水面を覆うことで水温を低下させ、水中を貧酸素状態にするため、害の強い水田雑草として扱われることもある。実際に1959年には、佐渡島でオオアカウキクサが大繁殖し、約120haもの被害面積を出したため、農薬等で駆除された。
またアイガモ農法にオオアカウキクサなどのアカウキクサ類を利用することもある。これはアイガモ―アゾラ農法とも呼ばれ、アカウキクサ類が作物の肥料となる上にアイガモの飼料ともなり、雑草を抑制する効果もあるということで、多くの人々の関心を集め、普及が進められている。しかしその農法では、外来種であるアメリカオオアカウキクサ（A. cristata）やニシノオオアカウキクサ（A. filiculoides）、またそれらを人工的に掛け合わせて作出された雑種（アイオオアカウキクサ）などを用いることもある。そのため、オオアカウキクサなどの在来種と競合する恐れや、交雑による遺伝子汚染が懸念されている。また在来種を用いる場合でも、地域変異があることが判明しているため、安易に導入することで自然植生が撹乱されるおそれが指摘されている。なお、アメリカオオアカウキクサは特定外来生物に指定された。